# آيت لوضا (تقي)
آيت لوضا هي إحدى مشيخات المملكة المغربية، تتبع جغرافيا لعمالة أكادير إدا وتنان وإداريًا لتقي. يقدر عدد سكانها بـ 1142 نسمة حسب الإحصاء الرسمي للسكان والسكنى لسنة 2004.